# Arpège Pierreville
Arpège Pierreville (né le 10 mai 1988) est un étalon inscrit comme Selle français, à la robe alezane. C'est un fils d'Uriel. 
Il est monté en saut d'obstacles par le cavalier français Julien Épaillard, avec qui il remporte l'étape de la Coupe du monde de saut d'obstacles de Bercy en 2000.

## Histoire
Arpège Pierreville naît le 10 mai 1988, à l'élevage de Georges Brohier, sur la commune d'Audouville-la-Hubert dans le département de la Manche, en Normandie, en France,. Il est le meilleur cheval qui soit né dans l'élevage de Pierreville.
Il est acquis par les Haras nationaux. Il réalise une grande carrière sportive avec le cavalier normand Julien Épaillard, en témoignant d'une bonne longévité au plus haut niveau ; il permet à ce cavalier d'atteindre le plus haut niveau des compétitions. 
Il suit en parallèle une carrière de reproducteur qui dure vingt-cinq ans. 
À l'âge de vingt-quatre ans, il est récupéré par Anne Lorré et Patrick Tardé dans leur haras, à Villeréal, et reste en bonne santé jusqu'à sa mort. Lorsqu'il meurt à l'âge de trente ans, en octobre 2018, il était le dernier étalon vivant fils d'Uriel. 

## Description
Arpège Pierreville est un étalon de robe alezane, inscrit au stud-book du Selle français.
Il mesure 1,66 m à l'âge de 4 ans.

## Palmarès
Il atteint un indice de saut d'obstacles (ISO) de 167 en 1996,.
- 1996 : champion d'Europe junior à Berlin[8]
- 2000 : vainqueur de l'étape coupe du monde de Bercy[4].

## Origines
Ses origines sont essentiellement françaises, puisqu'il porte le label « Selle français originel ». C'est un fils de l'étalon Selle français Uriel, sa mère Psyché étant une jument issue de l'étalon Jasmin,,,.
Il présente 50 % d'origines génétiques Pur-sang selon le calcul de l'Institut français du cheval et de l'équitation, 53,13 % selon celui du site web Hippomundo.

## Descendance
Arpège Pierreville est père d'environ 800 poulains. Parmi les plus performants, on compte Orphée de l'Illon, Ivory Star, Jumper Paluelle, Hugo du Hameau et Luron du Marais.  